# 克劳德·英格利希
克劳德·W·英格利希（英語：Claude W. English，1946年12月26日—），美国NBA联盟前职业篮球运动员。他在1970年的NBA选秀中第7轮第8顺位被波特兰开拓者选中。